# Фернандо Понсе
Фернандо Понсе (шп. Fernando Ponce; 2. мај 2002) гватемалски је пливач чија специјалност су трке делфин стилом на 100 и 200 метара. 

## Спортска каријера
Понсе је међународну спортску каријеру започео учешћем на светском јуниорском првенству у Индијанаполису 2017. године. Годину дана касније успешно дебитује на првенству Централне Америке и Кариба где успева да освоји и прву медаљу у каријери, сребро у трци на 200 метара делфин. Две године касније на истом такмичењу на Барбадосу осваја златну медаљу у истој дисциплини. 
На светским првенствима је дебитовао у Хангџоу 2018, на светском првенству у малим базенима где је заузео 59, односно 35. место у тркама на 100 и 200 метара делфин стилом. У великим базенима дебитовао је у корејском Квангџуу 2019. где такође није успео да прође квалификационе трке. На 100 делфин је заузео 66, а на 200 делфин 45. место. 